# Аусса (река)
А́усса (итал. Aussa, Ausa; фриул. Ausse; центр.-вост. фриульск. Aussa; лат. Alsa) — река на Севере Италии, впадает в лагуну Марано, протекает по территории провинции Удине в области Фриули-Венеция-Джулия. Длина реки составляет 22 км. Площадь водосборного бассейна — 65,6 км². Расход воды — 7-8 м³/с.
Начинается около Аелло-дель-Фриули. Генеральным направлением течения реки является юго-запад. Восточнее Марано-Лагунаре образует общее с рекой Корно устье в лагуне Марано на севере Венецианского залива Адриатического моря.